# Пограничная стража Израиля
Пограничная стража Израиля (ивр. מִשְׁמַר הַגְּבוּל‎ Мишмар-ха-Гвуль, аббревиатура ивр. מג"ב‎ МАГАВ) — оперативное военизированное подразделение полиции Израиля, пограничные войска. Это боевой род войск, организованный по системе «жандармерии», то есть сотрудники пограничной стражи имеют полномочия полицейских, но в случае применения силы действуют как военная организация. Срочная служба в войсках пограничной стражи составляет 2 года 8 месяцев и приравнивается к службе в Армии обороны Израиля.

## История
Создано в 1951 году по решению правительства. Вначале они представляли собой отдельные военизированные роты в окружных управлениях полиции, а в 1953 году эти подразделения были выделены в отдельный род войск в составе полиции Израиля. Первым командиром МАГАВ стал генерал полиции Пинхас Копель.
В 1954 году пограничная стража взяла под свой контроль все населенные пункты и поселения в Израиле, расположенные в пограничных районах.

## Структура и звания

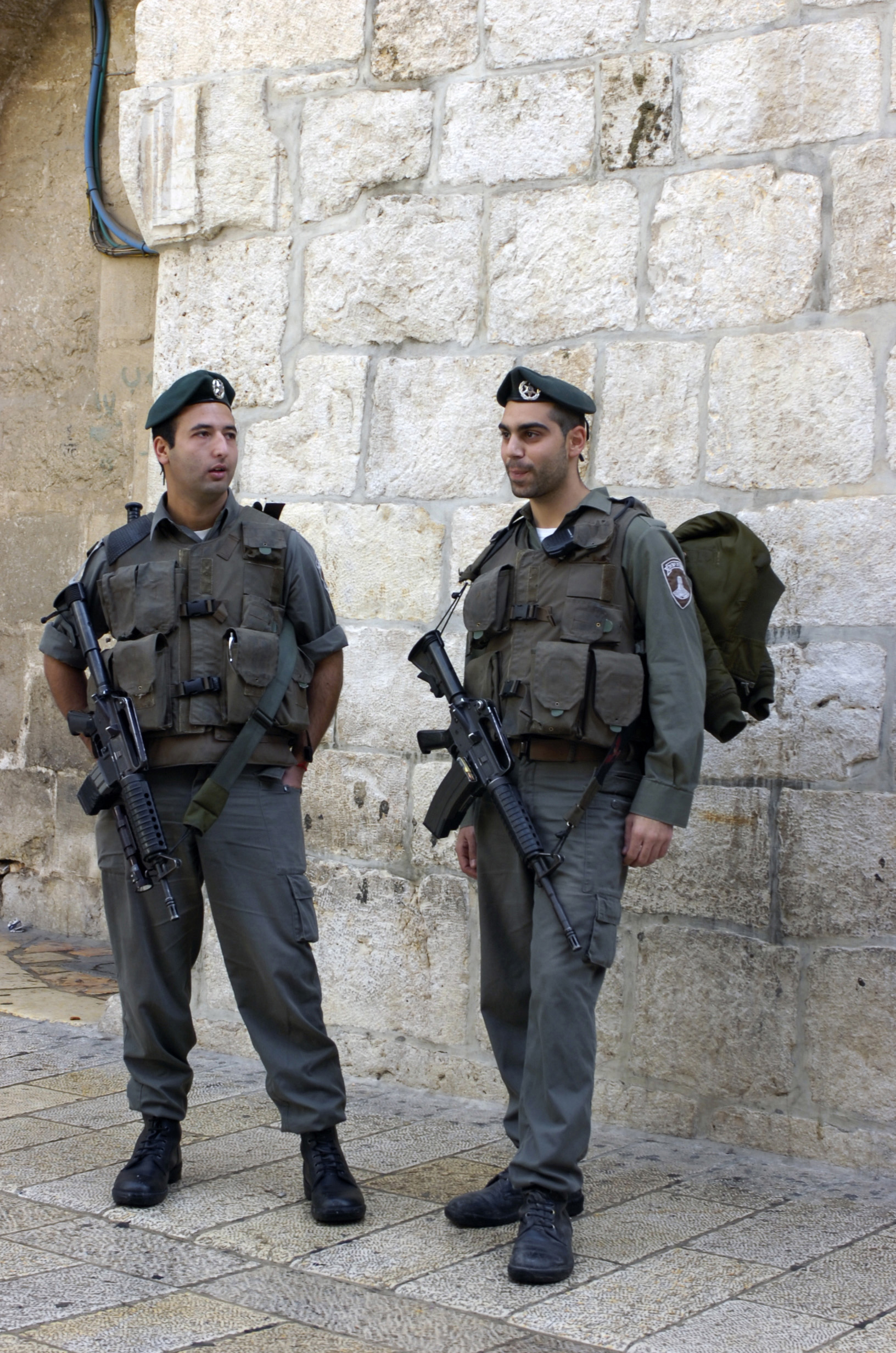
Бойцы МАГАВ

Бойцы МАГАВ носят темно-зелёные береты, ставшие символом пограничных войск. Наряду с обычным стрелковым вооружением, в арсенал пограничников входят и резиновые дубинки.
В МАГАВ используются полицейские звания и погоны: от констебля (Шотер, рядовой полиции) до старшего унтер-офицера (Рав-нагад, примерно старший прапорщик полиции) для срочного и сверхсрочного состава и от младшего инспектора (Мефакеах мишне, младший лейтенант полиции) до комиссара (Рав-ницав, примерно генерал-полковник полиции) для офицеров.
Личный состав пограничной полиции формируется из полицейских-контрактников и призывников. В 1964 году был принят закон о прохождении срочной службы в рядах пограничной полиции, что привело к заметному количественному и качественному росту уровня боевой подготовки бойцов МАГАВа.
Численность на начало 2002 года — около 8000 человек.
В рамках МАГАВ сформировано четыре спецподразделения:
- ЯМАМ — основное антитеррористическое полицейское подразделение
- ЯМАС — антитеррористическое подразделение, маскирующееся под арабских жителей
- ЯМАГ
- МАТИЛАН — аббревиатура с иврита, которая переводится как «засады, наблюдение, перехват и мобильные боевые действия».

Поскольку бойцы МАГАВ несут службу и вовлекаются в боевые конфликты как военное, так и в относительно мирное время, в Израиле их называют «Бронежилет страны» (ивр. השכפ"ץ של המדינה‎).

## Командующие
- 1953—1964 — Пинхас Копель
- 1964—1972 — Шимон Эшед
- 1972—1976 — Хаим Леви
- 1976—1983 — Цви Бар
- 1983—1989 — Пинхас Шахар
- 1989—1993 — Мешулам Амит
- 1993—1995 — Ицхак Ааронович
- 1995—1998 — Исраэль Садан
- 1998—2001 — Ицхак Дадон
- 2001—2002 — Яаков Ганот
- 2002—2004 — Давид Цур
- 2004—2007 — Хасин Фарес
- 2007—2011 — Исраэль Ицхак
- 2011—2012 — Йорам ха-Леви
- 2012—2016 — Амос Яаков
- 2016 — 2021 — Яаков Шабтай
- 2021 — 2023 — Амир Коэн
- с 2023 — Брик Ицхак